# کورت کرک‌وود
کورت کرک‌وود (انگلیسی: Curt Kirkwood؛ زادهٔ ۱۰ ژانویهٔ ۱۹۵۹) یک موسیقی‌دان اهل ایالات متحده آمریکا است. وی از سال ۱۹۸۰ میلادی تاکنون مشغول فعالیت بوده‌است.